# Souk El Khemis
Souk El Khemis è un comune dell'Algeria, situato nella provincia di Bouira.